# Forstheim
Forstheim est une commune française située dans la circonscription administrative du Bas-Rhin et, depuis le 1er janvier 2021, dans le territoire de la Collectivité européenne d'Alsace, en région Grand Est.
Cette commune se trouve dans la région historique et culturelle d'Alsace.

## Géographie

### Localisation
La commune est à 5,2 km de Gundershoffen, 5,3 de Mertzwiller et 13 de Haguenau.
Le territoire de la commune est limitrophe de ceux de six communes :
| Gundershoffen |           | Morsbronn-les-Bains |
|               | Forstheim | Hegeney             |
| Mertzwiller   | Haguenau  | Laubach             |

### Géologie et relief
Hydrogéologie et climatologie : Système d’information pour la gestion de l’Aquifère rhénan, par le BRGM :
Territoire communal : Occupation du sol (Corinne Land Cover); Cours d'eau (BD Carthage),
Géologie : Carte géologique; Coupes géologiques et techniques,
 Hydrogéologie : Masses d'eau souterraine; BD Lisa; Cartes piézométriques.

### Hydrographie

#### Réseau hydrographique
La commune est dans le bassin versant du Rhin au sein du bassin Rhin-Meuse. Elle est drainée par le ruisseau l'Eberbach et le ruisseau le Schliederbach,.
L'Eberbach, d'une longueur de 44 km, prend sa source dans la commune de Gundershoffen et se jette  dans la Sauer à Forstfeld, après avoir traversé 14 communes. 

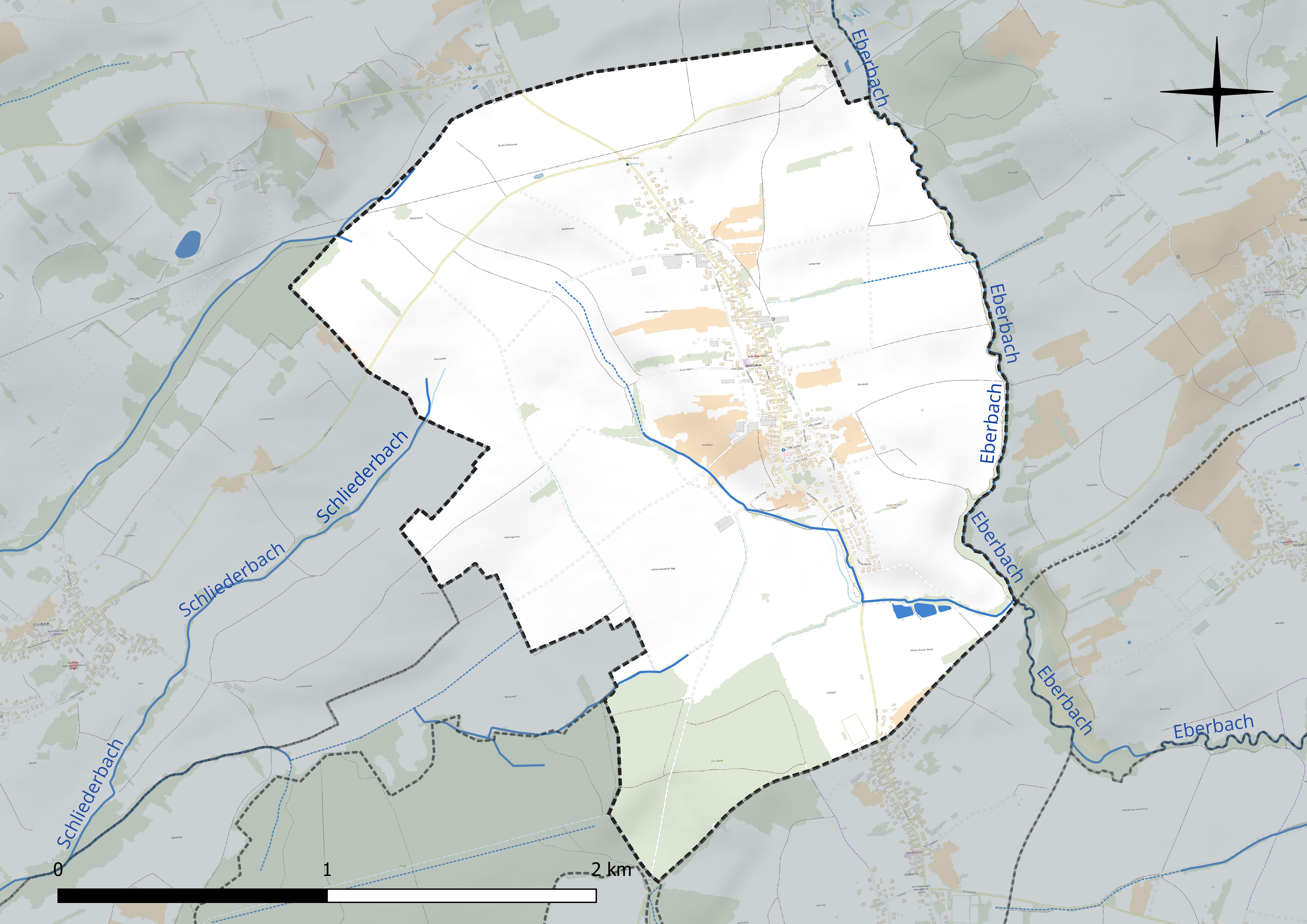
Réseau hydrographique de Forstheim.

#### Gestion et qualité des eaux
Le territoire communal est couvert par le schéma d'aménagement et de gestion des eaux (SAGE) « Moder ». Ce document de planification concerne le bassin versant de la Moder dont le territoire s'étend sur 1 720 km2. Le périmètre a été arrêté le 25 janvier 2006. La commission locale de l'eau a été créée le 12 juillet 2007, puis modifiée le 14 décembre 2021. La structure porteuse de l'élaboration et de la mise en œuvre est le Syndicat des eaux et de l’assainissement Alsace-Moselle (SDEA). 
La qualité des cours d’eau peut être consultée sur un site dédié géré par les agences de l’eau et l’Agence française pour la biodiversité. 

### Climat
Pour des articles plus généraux, voir Climat du Grand Est et Climat du Bas-Rhin.
En 2010, le climat de la commune est de type climat des marges montargnardes, selon une étude du Centre national de la recherche scientifique s'appuyant sur une série de données couvrant la période 1971-2000. En 2020, Météo-France publie une typologie des climats de la France métropolitaine dans laquelle la commune est exposée à un climat semi-continental et est dans la région climatique  Vosges, caractérisée par une pluviométrie très élevée (1 500 à 2 000 mm/an) en toutes saisons et un hiver rude (moins de 1 °C). 
Pour la période 1971-2000, la température annuelle moyenne est de 10,4 °C, avec une amplitude thermique annuelle de 17,8 °C. Le cumul annuel moyen de précipitations est de 817 mm, avec 10,6 jours de précipitations en janvier et 10,4 jours en juillet. Pour la période 1991-2020, la température moyenne annuelle observée sur la station météorologique de Météo-France la plus proche, « Preuschdorf », sur la commune de Preuschdorf à 8 km à vol d'oiseau, est de 11,3 °C et le cumul annuel moyen de précipitations est de 834,2 mm. 
La température maximale relevée sur cette station est de 39,8 °C, atteinte le 4 juillet 2015 ; la température minimale est de −19,9 °C, atteinte le 8 janvier 1985,,. 
Les paramètres climatiques de la commune ont été estimés pour le milieu du siècle (2041-2070) selon différents scénarios d'émission de gaz à effet de serre à partir des nouvelles projections climatiques de référence DRIAS-2020. Ils sont consultables sur un site dédié publié par Météo-France en novembre 2022.

### Milieux naturels et biodiversité
Zone naturelle d'intérêt écologique, faunistique et floristique (ZNIEFF continentale) : Paysage de collines avec vergers du Pays de Hanau.
Commune nature dans le cadre de la démarche « Zéro pesticide »,.

## Urbanisme

### Typologie
Au 1er janvier 2024, Forstheim est catégorisée commune rurale à habitat dispersé, selon la nouvelle grille communale de densité à sept niveaux définie par l'Insee en 2022.
Elle est située hors unité urbaine. Par ailleurs la commune fait partie de l'aire d'attraction de Haguenau, dont elle est une commune de la couronne,. Cette aire, qui regroupe 34 communes, est catégorisée dans les aires de 50 000 à moins de 200 000 habitants,.

### Occupation des sols
Plan cadastral de 1827.
L'occupation des sols de la commune, telle qu'elle ressort de la base de données européenne d’occupation biophysique des sols Corine Land Cover (CLC), est marquée par l'importance des territoires agricoles (85,7 % en 2018), une proportion sensiblement équivalente à celle de 1990 (86,1 %). La répartition détaillée en 2018 est la suivante : 
terres arables (68,3 %), forêts (8,6 %), cultures permanentes (8,5 %), prairies (8,2 %), zones urbanisées (5,7 %), zones agricoles hétérogènes (0,8 %). L'évolution de l’occupation des sols de la commune et de ses infrastructures peut être observée sur les différentes représentations cartographiques du territoire : la carte de Cassini (XVIIIe siècle), la carte d'état-major (1820-1866) et les cartes ou photos aériennes de l'IGN pour la période actuelle (1950 à aujourd'hui).

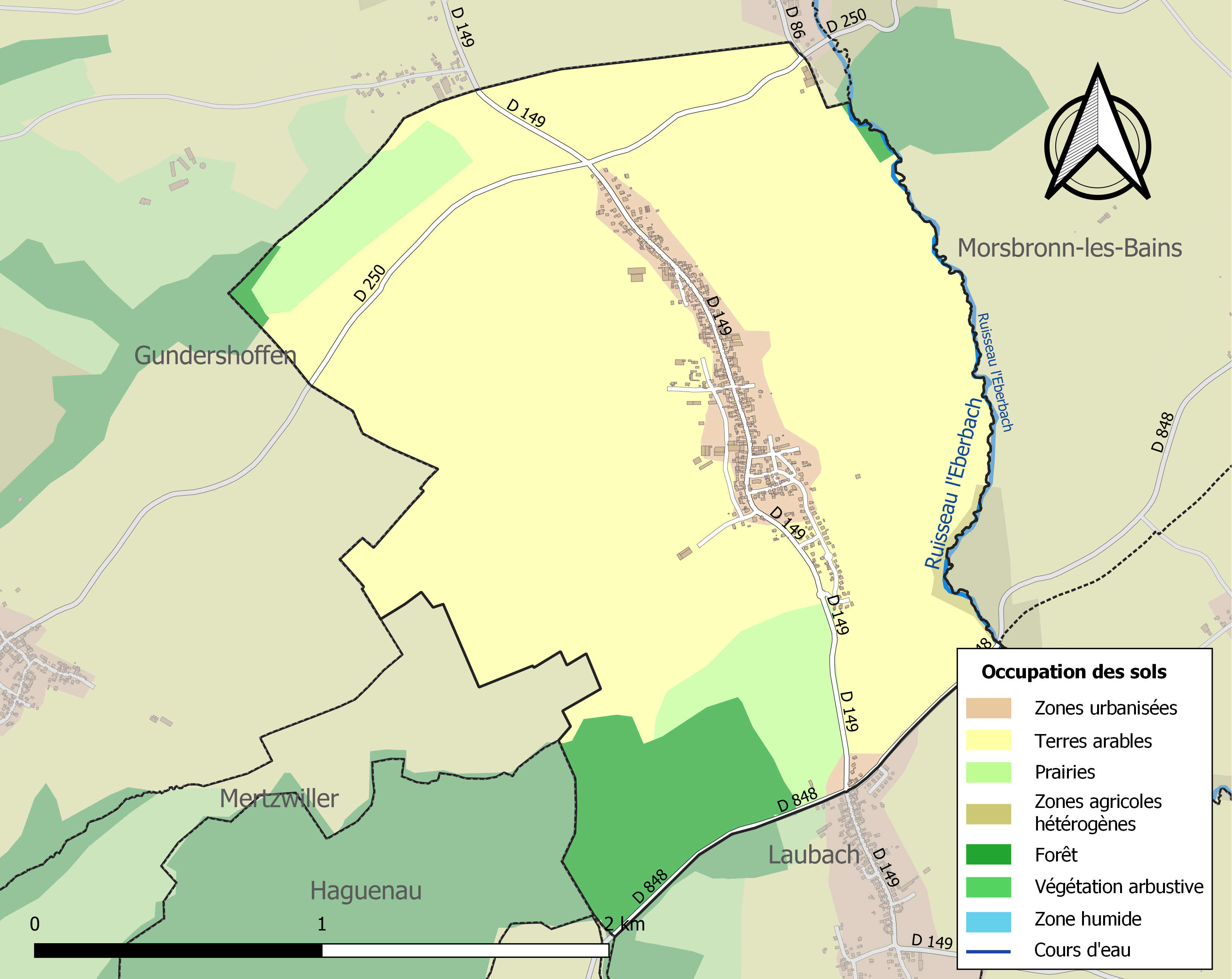
Carte des infrastructures et de l'occupation des sols de la commune en 2018 (CLC).

### Intercommunalité
La commune bénéficie du plan local d'urbanisme intercommunal du Pays de Niederbronn-les-Bains.

### Voies de communications et transports

#### Voies routières

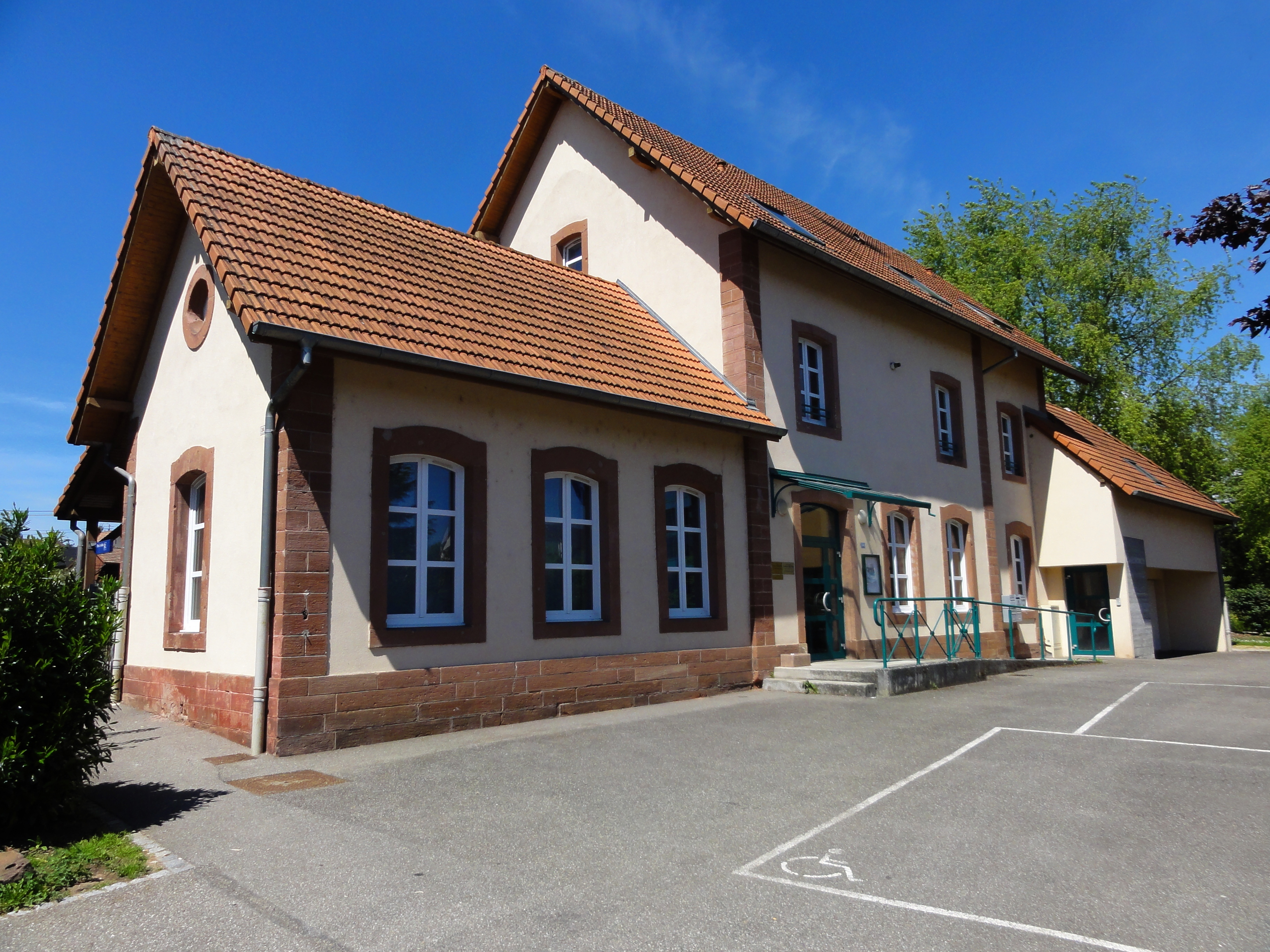
Gare de Gundershoffen.

- D 149 vers Laubach[23],
- D 250 vers Griesbach.

#### Transports en commun
- Transports en Alsace.
- Fluo Grand Est.
- Gare de Gundershoffen

### Risques naturels et technologiques
Commune située dans une zone de sismicité modérée.

## Histoire
Forstheim fut une propriété des ducs de Lorraine à partir de 1047 jusqu'à ce que le duc Charles en fasse don quelques siècles plus tard au chapitre de Strasbourg.
Le village fit partie de la prévôté de Haguenau au XVIe siècle et fut intégré au royaume de France par le traité de Westphalie en 1648.
Le village dépendait de la paroisse d'Eschbach jusqu'à la Révolution française.
En 1789, la commune faisait partie de la préfecture de Haguenau (Grand bailliage de Haguenau).
L'église Saint-Nicolas y fut pourtant construite dès 1752 et le presbytère vers 1821.

## Politique et administration

### Découpage territorial

#### Commune et intercommunalités
Commune membre de la Communauté de communes Sauer-Pechelbronn.

### Élections municipales et communautaires

#### Liste des maires
| Période                                  | Période                   | Identité                                       | Étiquette | Qualité             |
| ---------------------------------------- | ------------------------- | ---------------------------------------------- | --------- | ------------------- |
| Les données manquantes sont à compléter. |                           |                                                |           |                     |
| 1959                                     | 1977                      | René Sonntag                                   |           | Exploitant agricole |
| 1977                                     | 1983                      | René Winling                                   |           | Chef d'entreprise   |
| 1983                                     | 2014                      | Joseph Goetz                                   |           | Enseignant          |
| mars 2014                                | En cours (au 31 mai 2020) | Guillaume Peter Réélu pour le mandat 2020-2026 |           | Enseignant          |

### Finances communales

#### Budget et fiscalité 2023

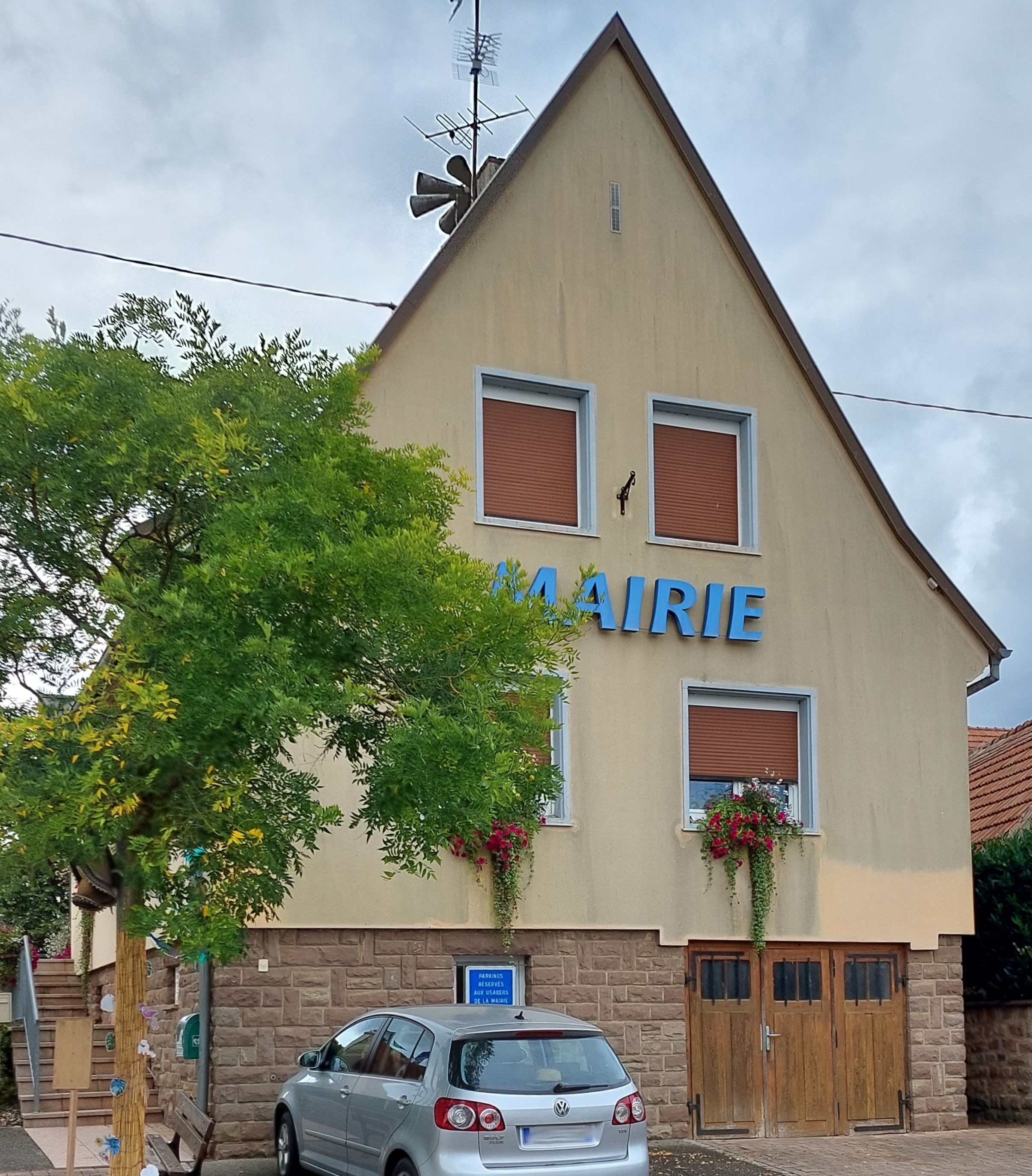
Mairie.

En 2023, le budget de la commune était constitué ainsi :
- total des produits de fonctionnement : 376 000 €, soit 629 € par habitant ;
- total des charges de fonctionnement : 289 000 €, soit 484 € par habitant ;
- total des ressources d'investissement : 95 000 €, soit 158 € par habitant ;
- total des emplois d'investissement : 492 000 €, soit 822 € par habitant ;
- endettement : 613 000 €, soit 1 025 € par habitant.

Avec les taux de fiscalité suivants :
- taxe d'habitation : 15,47 % ;
- taxe foncière sur les propriétés bâties : 28,05 % ;
- taxe foncière sur les propriétés non bâties : 83,58 % ;
- taxe additionnelle à la taxe foncière sur les propriétés non bâties : 0,00 % ;
- cotisation foncière des entreprises : 0,00 %.

Chiffres clés Revenus et pauvreté des ménages en 2021 : médiane en 2021 du revenu disponible, par unité de consommation : 26 210 €.

## Équipements et services publics

### Enseignement
Établissements d'enseignements :
- L'école primaire, 5 rue Principale, au milieu du 19e siècle (?)[32],[33].
- École maternelle et primaire,
- Collèges à Mertzwiller, Reichshoffen, Wœrth, Walbourg, Schweighouse-sur-Moder,
- Lycées à Walbourg, Haguenau.

### Santé
Professionnels et établissements de santé :
- Médecins à Morsbronn-les-Bains, Gundershoffen, Durrenbach, Eschbach, Woerth,
- Pharmacies  Morsbronn-les-Bains, Gundershoffen, Niederbronn-les-Bains, Reichshoffen, Woerth,
- Hôpitaux à Goersdorf, Niederbronn-les-Bains, Haguenau.

## Population et société

### Démographie

#### Évolution démographique
L'évolution du nombre d'habitants est connue à travers les recensements de la population effectués dans la commune depuis 1793. Pour les communes de moins de 10 000 habitants, une enquête de recensement portant sur toute la population est réalisée tous les cinq ans, les populations de référence des années intermédiaires étant quant à elles estimées par interpolation ou extrapolation. Pour la commune, le premier recensement exhaustif entrant dans le cadre du nouveau dispositif a été réalisé en 2004.

En 2022, la commune comptait 597 habitants, en évolution de +3,47 % par rapport à 2016 (Bas-Rhin : +3,17 %, France hors Mayotte : +2,11 %).
| 1793 | 1800 | 1806 | 1821 | 1831 | 1836 | 1841 | 1846 | 1851 |
| ---- | ---- | ---- | ---- | ---- | ---- | ---- | ---- | ---- |
| 474  | 455  | 607  | 684  | 755  | 688  | 658  | 659  | 643  |

| 1856 | 1861 | 1866 | 1871 | 1875 | 1880 | 1885 | 1890 | 1895 |
| ---- | ---- | ---- | ---- | ---- | ---- | ---- | ---- | ---- |
| 586  | 595  | 596  | 572  | 579  | 588  | 602  | 575  | 555  |

| 1900 | 1905 | 1910 | 1921 | 1926 | 1931 | 1936 | 1946 | 1954 |
| ---- | ---- | ---- | ---- | ---- | ---- | ---- | ---- | ---- |
| 544  | 565  | 550  | 522  | 523  | 505  | 448  | 435  | 457  |

| 1962 | 1968 | 1975 | 1982 | 1990 | 1999 | 2004 | 2006 | 2009 |
| ---- | ---- | ---- | ---- | ---- | ---- | ---- | ---- | ---- |
| 487  | 492  | 459  | 480  | 561  | 577  | 540  | 529  | 550  |

| 2014 | 2019 | 2022 | - | - | - | - | - | - |
| ---- | ---- | ---- | - | - | - | - | - | - |
| 579  | 598  | 597  | - | - | - | - | - | - |

### Cultes
- Culte catholique[39], communauté de paroisses Soultzbach à L'Eberbach[40], diocèse de Strasbourg.

## Économie

### Entreprises et commerces

#### Agriculture
- Culture et élevage.
- Culture de céréales, de légumineuses et de graines oléagineuses.

#### Tourisme
- Hébergements à Hegeney, Morsbronn-les-Bains.
- Camping à Niederbronn-les-Bains

#### Commerces
- Commerces locaux à Gundershoffen, Mietesheim[41].

## Culture locale et patrimoine

### Lieux et monuments

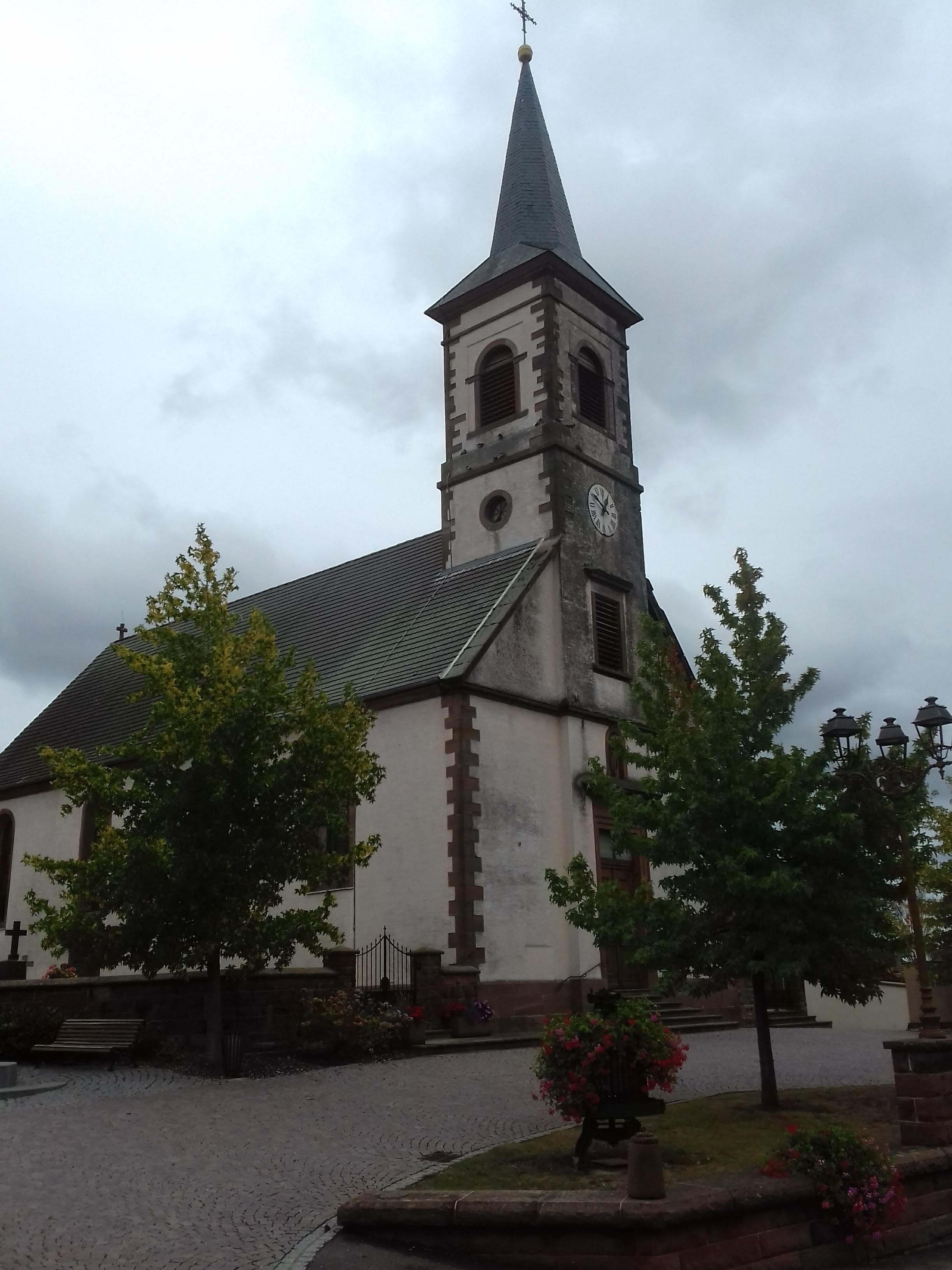
Église Saint-Nicolas.
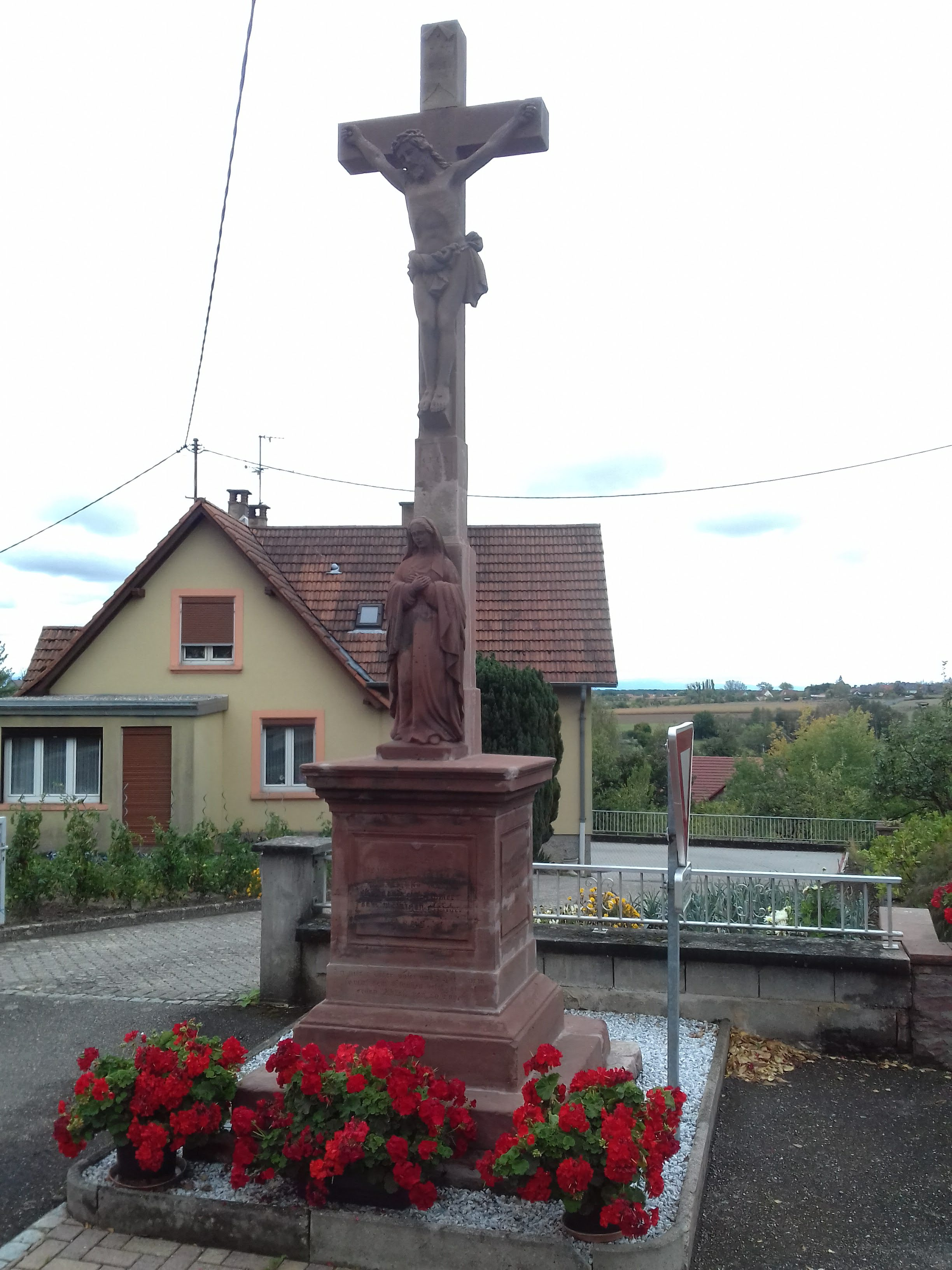
Calvaire rue Laubach.
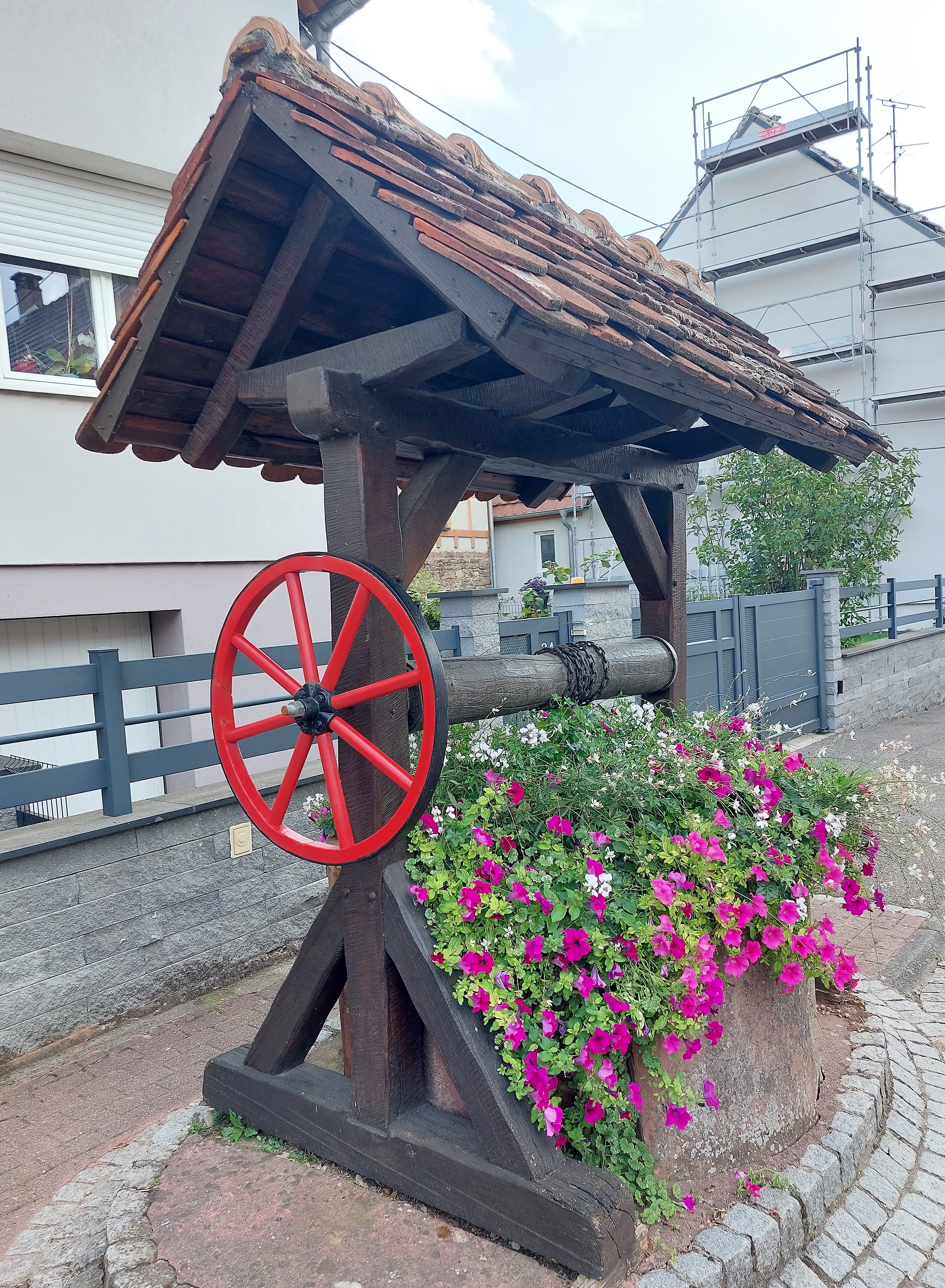
Puits 34 rue principale.
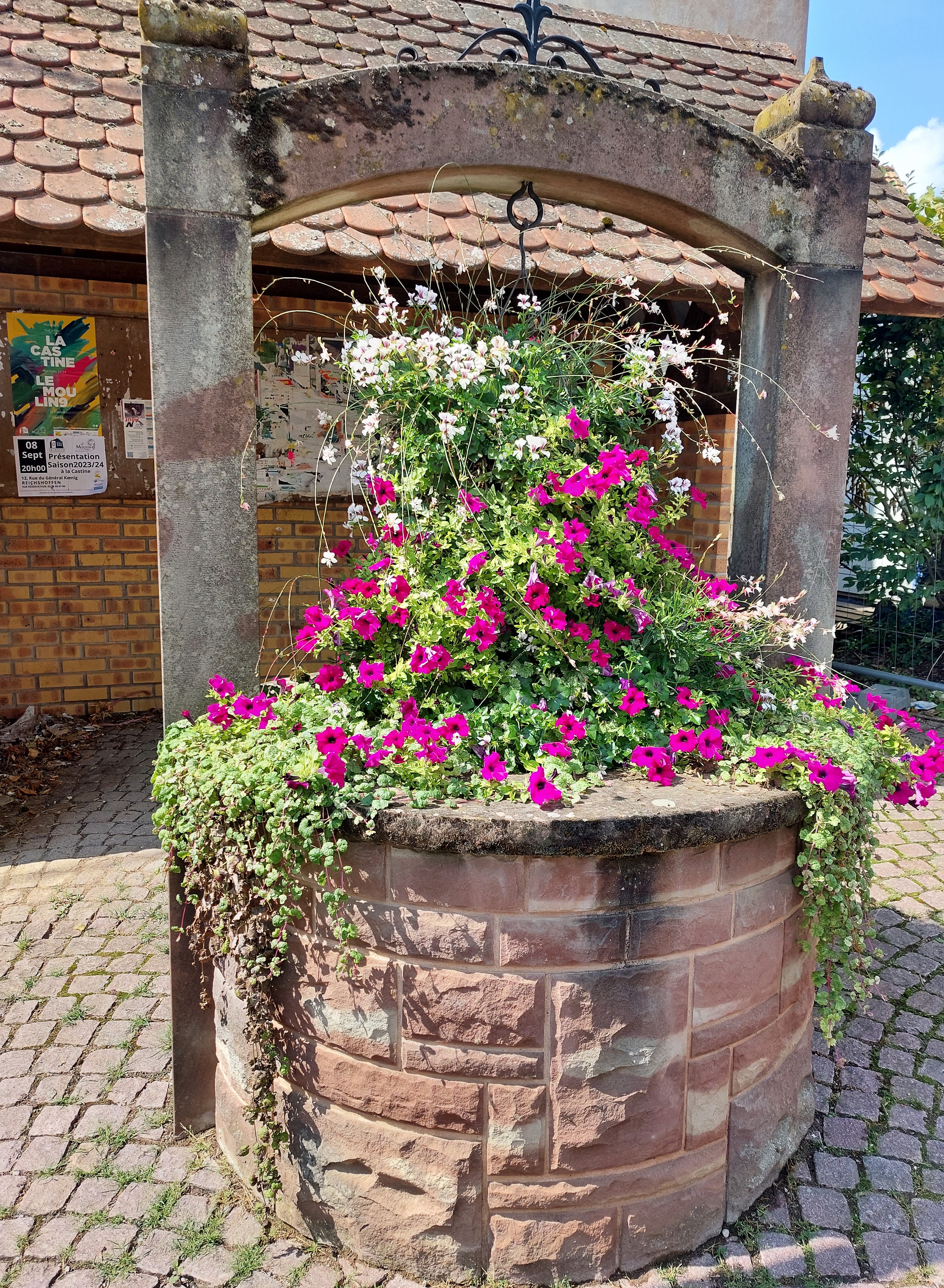
Puits 5 rue principale.
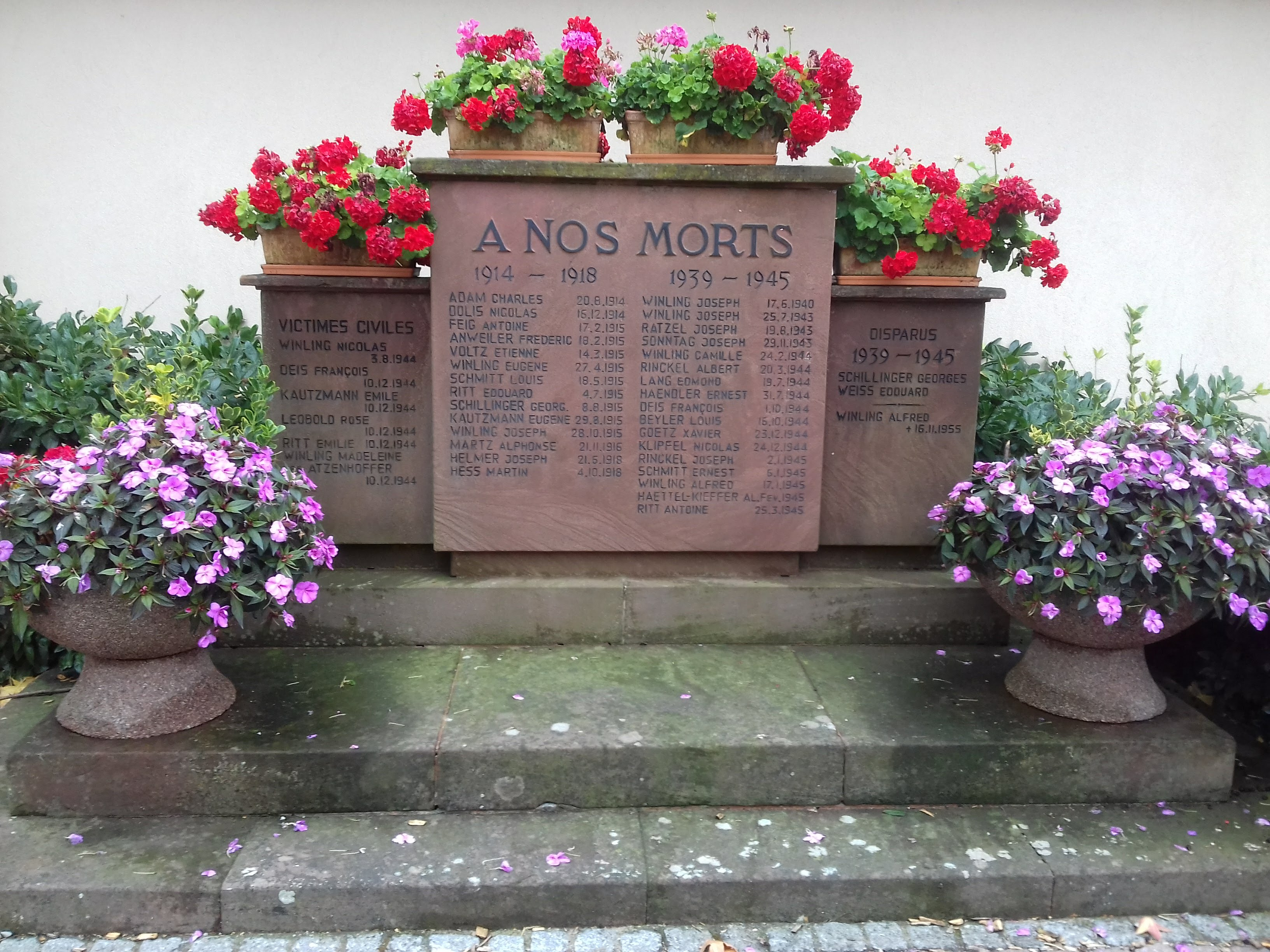
Monument aux morts.
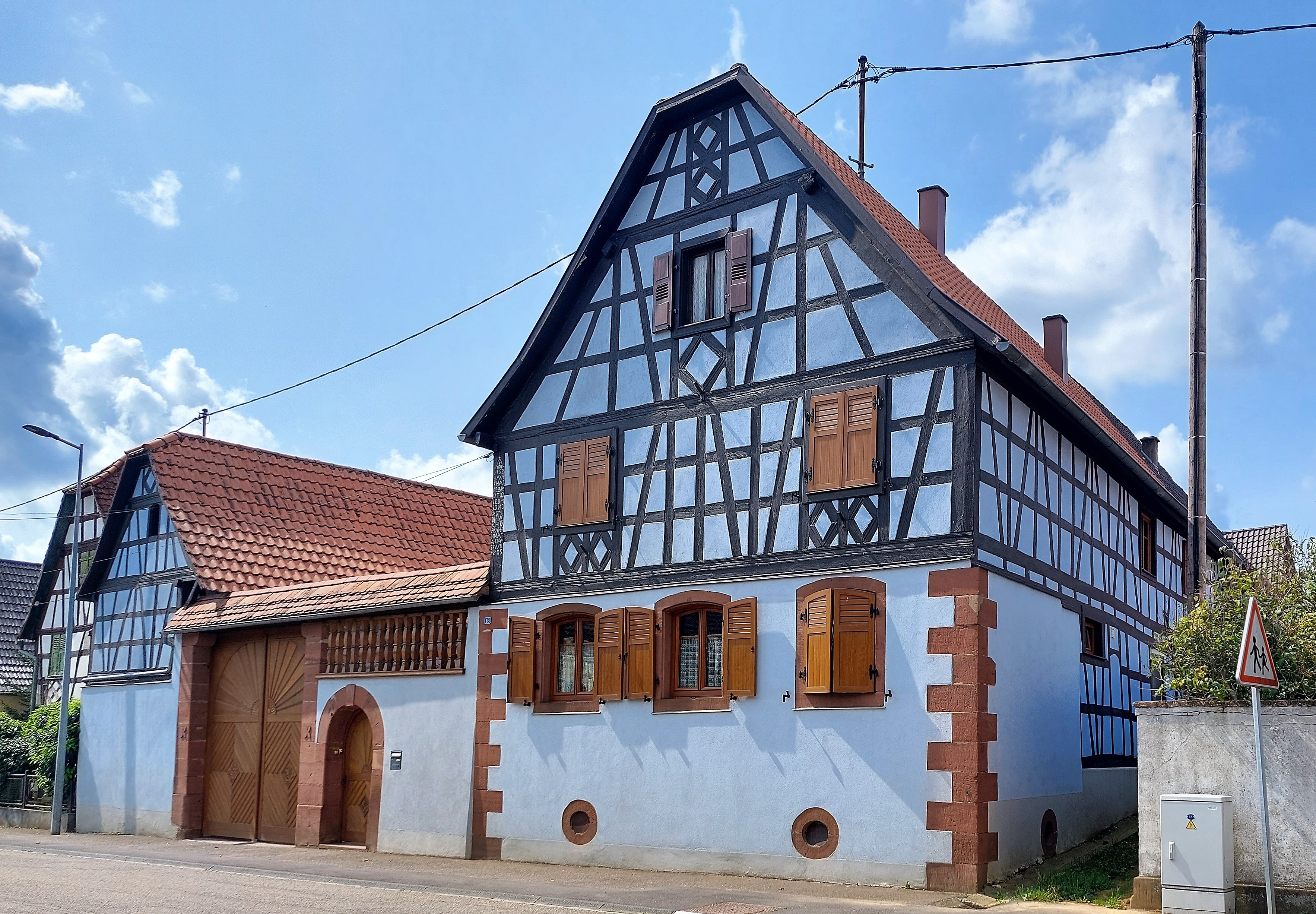
Maison à colombage de 1805, 15 rue principale.
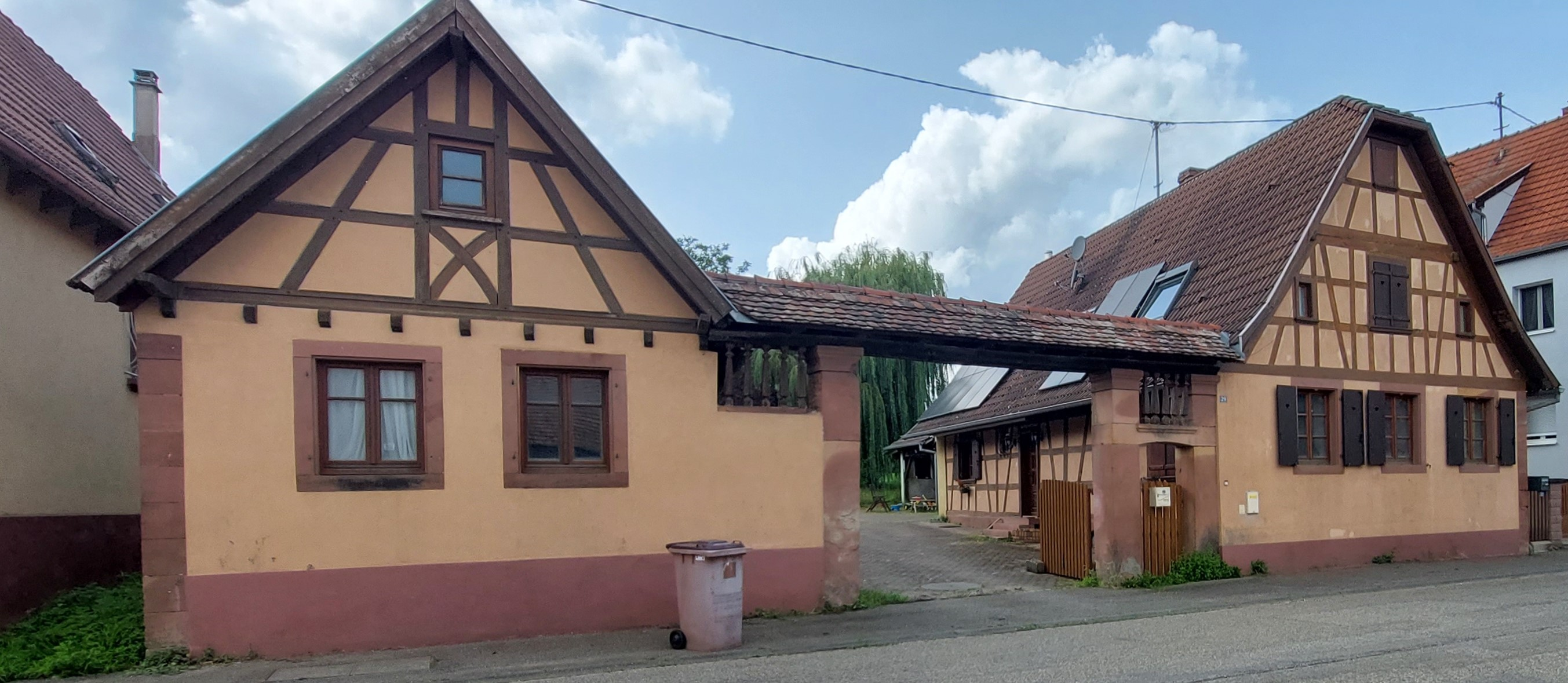
Maison à colombage 29 rue principale.
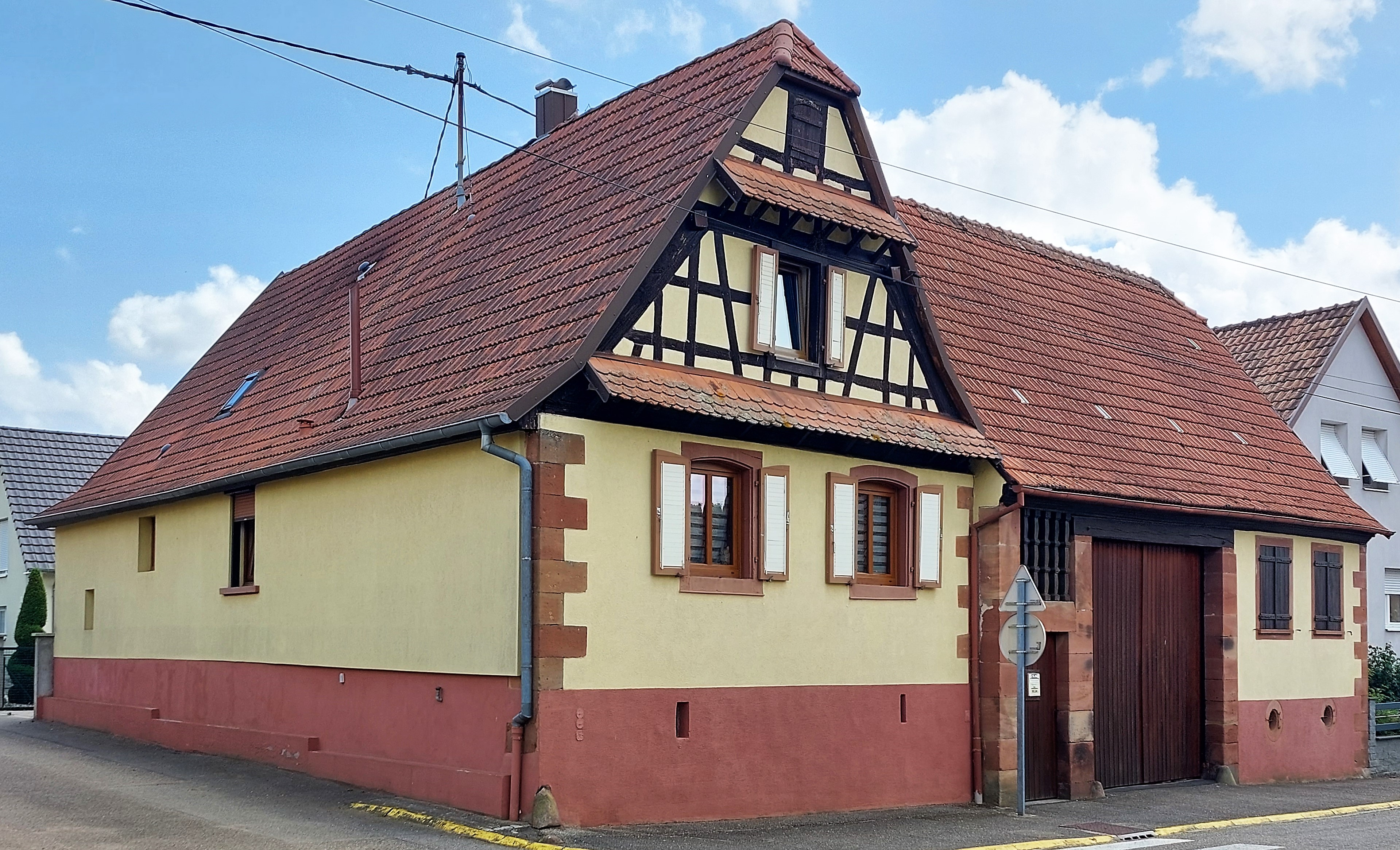
Maison à colombage 36 rue principale.

- Église Saint-Nicolas[26],[42],[43],[44].

Verrière.
Ensemble de deux autels-retables secondaires.
Tableau Martyre de saint Sébastien
Chaire à prêcher.
Orgue de 1837 de Stiehr Joseph (facteur d'orgues),,,.
- Calvaire daté 1881[53].
- Croix de chemin[54],[55].
- Croix de cimetière : Christ en croix et sainte Madeleine[56].
- Tombeaux :

Tombeau du vicaire Joseph Grünenwald.
Tombeau de Michel Rumbach (1816-1894)
- Monument aux morts[59] : conflits commémorés : guerres 1914-1918 - 1939-1945 - AFN-Algérie (1954-1962).

### Héraldique
| Blason de Forstheim | Blason  | De sinople au chevron d'argent accompagné de trois tours du même, ouvertes et ajourées de sable. |
| Blason de Forstheim | Détails |                                                                                                  |

## Pour approfondir